# Геранбойский район
Геранбо́йский райо́н (азерб. Goranboy rayonu) — район на северо-западе Азербайджана. Административный центр — город Геранбой.

## Этимология
Название района происходит от названия районного центра, города Геранбой. Ранее он также был известен под именем Горан Бойахмедли. Топоним образован от компонентов «Goran» (географическое название) и «boyəhmədli» (племя Ахмедли), что означает «город, в котором проживает племя Бойахмедли». Позднее компонент «ахмедли» топонима был исключён и название было установлено в форме Геранбой.

## История
Геранбойский район образован 8 августа 1930 года. 8 сентября 1938 года переименован в Касум-Исмайловский район.
7 февраля 1991 года Касум-Исмайловский и Шаумяновский районы Азербайджанской ССР были объединены в Геранбойский район с центром в городе Касум-Исмайлов (город через 5 дней был переименован в Геранбой).

## География
Район граничит на востоке с Евлахским, на юге с Тертерским, на юго-западе с Кельбаджарским, на западе с Гёйгёльским и на северо-западе с Самухским районами. На севере расположено Мингечевирское водохранилище. Внутри района находится город республиканского подчинения — анклав Нафталан.
Рельеф района на северо-востоке — низменный, на юго-западе — гористый. Пересечён ущельями и балками. Низменность состоит из антропогенных, горы — из палеогенных и неогенных отложений.
Из полезных ископаемых добываются нефть, известняк и глина. Здесь же находится единственное в мире месторождение лечебной нефти (нафталана).
Распространены каштановые и серо-бурые горные почвы. Растительный покров преимущественно состоит из полынных и полынно-солянковых полупустынь. Есть леса.
Из животных на территории района обитают волки, лисы, серые зайцы, полевки. Из птиц — турачи, стрепета, дрофы.
Климат умеренный жаркий, сухой субтропический. Средняя температура в январе колеблется от −1,5 до −1°С, в июле от 22 до 26,5°С. Среднегодовой уровень осадков — 300—600 мм. Протекают реки бассейна Куры — Кюрекчай, Геранчай и Корчай. Есть ряд водохранилищ.
Расстояние до Баку — 317 км.

## Население
| Численность населения | Численность населения | Численность населения | Численность населения | Численность населения | Численность населения | Численность населения | Численность населения |
| 1939                  | 1959                  | 1970                  | 1977                  | 1979                  | 1989                  | 1991                  | 1999                  |
| --------------------- | --------------------- | --------------------- | --------------------- | --------------------- | --------------------- | --------------------- | --------------------- |
| 36 838                | ↗44 825               | ↗55 655               | ↗59 600               | ↗61 113               | ↗70 303               | ↗72 900               | ↗86 645               |

| Численность населения | Численность населения | Численность населения | Численность населения |
| 2009                  | 2013                  | 2014                  | 2018                  |
| --------------------- | --------------------- | --------------------- | --------------------- |
| 94 244                | ↗98 100               | ↗99 100               | ↗103 300              |

| Год      | 2015  | 2020 | 2021 | 2022  | 2023  |
| -------- | ----- | ---- | ---- | ----- | ----- |
| тыс. чел | 101,2 | 98,1 | 99,6 | 101,2 | 101,8 |

В 1978 году плотность населения составляла 48,4 человек на км². В 2018 году эта цифра составила 61 человек на км².
На 2009 год 78 % населения проживает в сёлах.
На 1 января 2024 года население района составило 101 847 чел. Из них 52 062 мужчин (51 %), 49 785 женщин (49 %). Городское население — 24 452 чел. (24,01 %), сельское — 77 395 чел. (75,99 %).
Плотность — 60 чел./1 км2.

## Экономика

### Период Азербайджанской ССР
В период Азербайджанской ССР было развито сельское хозяйство, преимущественно хлопководство, были увеличены обороты животноводства, выращивания зерна. На 1977 год в районе существовали 21 колхоз, 4 совхоза.
На 1977 год в районе находилось 75 тысяч гектаров пригодных земель. Из них: 32,2 тысячи гектаров пахотных земель, 1,1 тысяча гектаров земель, выделенных под многолетние растения, 100 гектаров рекреационных земель, 1,7 тысяча гектаров, выделенных под сенокос, 40 тысяч гектаров пастбищ.
Из 26,9 тысяч гектаров 42,2 % было выделено под зерновые и зернобобовые культуры, 26,5 % под технические культуры, 0,6 % под овощи и картофель, 30,7 % под кормовые культуры. На 1,3 тысяче гектаров выращивался виноград. В 1977 году хозяйствами района государству было продано 22,1 тысячи тонн хлопка. В колхозах и совхозах района содержалось 18 тысяч голов крупного рогатого скота, 48 тысячи голов мелкого. В районе находились инкубаторно-птицеводческое хозяйство, Далимамедлинский хлопкоочистительный завод, Казанбулакский завод театрального оборудования, районный отдел треста «Азсельхозтехника», курортное хозяйство.

### Современный период
Район относится к Гянджа-Дашкесанскому экономическому району. Является преимущественно сельскохозяйственным.
Действуют Дальмамедлинский хлопкоперерабатывающий завод, хлопководческие хозяйства ОАО «Goran-Pambıq», предприятия по производству и переработке винограда имени Курбанова и ОАО «Goranboy-Şərab», завод строительной химии и гипсовый завод ООО «Türk Yapı Sənaye», гипсокартонный и гипсовый заводы ООО «Gilan Holding», гипсовый завод ООО «Elmir».
23 июня 2025 года в с. Казанбулак открыто предприятие по производству строительных материалов «Konstralab Industries» площадью 5 гектар. Предприятие будет производить гипсокартон, грунтовую и облицовочную гипсовую продукцию, в том числе гипсокартонные плиты, сухие смеси на основе гипса. Планируется также производство кальцита, перлита, металлических профилей.

### Сельское хозяйство

#### 2017
Развивается хлопководство, животноводство, овощеводство, выращивание зерна, виноградарство.
На 2017 год в хозяйствах содержалось 40 909 голов крупного, 202 469 голов мелкого рогатого скота, 363 196 голов птицы.
Также на 2017 год количество пахотных земель составляло 42,1 тысячи гектаров. 18,9 тысяч было выделено под зерновые и зернобобовые растения, 7,7 тысяч гектаров — технические культуры, 1,5 тысячи гектаров — картофель, овощи и бахчевые культуры, 13,9 тысяч гектаров — кормовые культуры. На 2,8 тысячах гектаров выращивались фрукты и ягоды, на 89 гектарах — виноград.
В 2017 году в районе произведено 54 607 тонн зерна, 8 тонн бобовых, 6 162 тонны сахарной свеклы, 5 887 тонн семян подсолнуха, 3 222 тонны картофеля, 9 853 тонны овощей, 17 744 тонны фруктов и ягод, 1 294 тонны винограда, 2 140 тонн бахчевых культур.
| Год             | 2015   | 2020    | 2021     | 2022     | 2023     |
| --------------- | ------ | ------- | -------- | -------- | -------- |
| Зерно           | 18 199 | 23 260  | 23 397,5 | 23 447,5 | 23 211,6 |
| Из них пшеница  | 5 230  | 8 066   | 8 445    | 7 966,5  | 8 177,9  |
| Хлопок          | 540    | 2 775,6 | 2 647,3  | 2 526,2  | 1 539,8  |
| Сахарная свекла | 25     | 82      | 13,5     | 52,9     | 45,4     |
| Подсолнух       | 1 900  | 2 510   | 2 525    | 2 348,6  | 2 349    |
| Картофель       | 270    | 474     | 475      | 265,4    | 265,5    |
| Овощи           | 1 057  | 1 291,2 | 1 527,9  | 1 080,7  | 1 081,1  |
| Бахчевые        | 150    | 110     | 114      | 76,5     | 72,5     |
| Сады            | 2 725  | 3 045,2 | 3 188,7  | 3 188,7  | 3 496,8  |

|                 | 2015   | 2020     | 2021     | 2022     | 2023     |
| --------------- | ------ | -------- | -------- | -------- | -------- |
| Зерно           | 57 361 | 87 132,1 | 82 520,8 | 80 329,9 | 79 524,6 |
| Из них пшеница  | 15 916 | 25 986   | 28 628,6 | 27 006,4 | 27 322,8 |
| Хлопок          | 376    | 9 630,7  | 7 366,5  | 6 770    | 4 212,7  |
| Сахарная свекла | 100    | 3 812,5  | 377      | 750,4    | 1 714,3  |
| Подсолнух       | 4 085  | 6 777    | 6 817,5  | 7 321,9  | 6 860,2  |
| Картофель       | 2 808  | 5 202    | 5 226,5  | 2 920,1  | 2 921,6  |
| Овощи           | 7 843  | 10 799,1 | 12 706,1 | 9 293    | 12 120,2 |
| Бахчевые        | 3 360  | 2 984,9  | 3 118,8  | 2 089,1  | 1 973,1  |
| Сады            | 17 581 | 22 400,5 | 22 988,5 | 23 185,8 | 30 759,7 |

| Год        | 2015  | 2020  | 2021  | 2022  | 2023  |
| ---------- | ----- | ----- | ----- | ----- | ----- |
| Количество | 1 229 | 5 960 | 6 109 | 6 438 | 4 253 |

## Образование
Действуют 32 дошкольных учреждения, 79 среднеобразовательных школ, 1 профессиональное училище, 43 библиотеки на 344 000 книг.
| Год | 2015   | 2020   | 2021   | 2022   | 2023   |
| --- | ------ | ------ | ------ | ------ | ------ |
| чел | 14 001 | 16 991 | 17 176 | 17 138 | 16 876 |

## Здравоохранение
Действуют 1 больница на 147 коек, 24 поликлиники, центр эпидемиологии и гигиены.
На 2018 год в медицинских учреждениях района работали 144 врача, 448 средних медицинских работника.
На 2023 год действует 107 врачей, 422 средних медицинских работника.

## Инфраструктура
Через район проходит автодорога Баку — Газах, железная дорога Баку—Тбилиси—Карс, газопровод Карадаг — Акстафа — Тбилиси.
До 1994 года действовал аэропорт Нафталан. В настоящее время проводится реконструкция аэропорта.
Действуют 3 парка.
| Год                  | 2015    | 2020    | 2021    | 2022    | 2023  |
| -------------------- | ------- | ------- | ------- | ------- | ----- |
| Количество (тыс. м2) | 2 249,7 | 2 280,6 | 2 285,5 | 2 798,4 | 2 806 |

| Год             | 2015  | 2020  | 2021  | 2022  | 2023    |
| --------------- | ----- | ----- | ----- | ----- | ------- |
| Количество (м2) | 5 207 | 8 850 | 5 148 | 5 616 | 5 094,8 |

## Культура
Действуют художественная галерея, 4 музея.
С 1932 года издается общественно-политическая газета «Mübariz» («Борец») (до 1938 года — «Qasim Ismayilov kolxozçu» («Колхозник Гасым-Исмайлов»), в 1938—1956 годах — «Stalin məhsulu uğrunda» («За продукцию Сталина»), в 1956—62 годах — «Kolxoz kəndi» («Закрома колхоза»)).
В 1955 году начато вещание местной радиостанции.

## Главы
- Иршад Алиев (1991 — 6 августа 1992)[11]
- Машаллах Абдуллаев (6 августа 1992 — 20 августа 1993)[11][12]
- Ага Акберов (20 августа 1993 — 7 февраля 2000)[12][13]
- Фазиль Юсифов (16 мая 2000 — 8 мая 2002)[14][15]
- Новруз Новрузов (22 июня 2002 — 28 июня 2007)[16][17]
- Эльшан Абасов (28 июня 2007 — 24 сентября 2009)[18][19]
- Низамеддин Гулиев[азерб.] (24 сентября 2009 — 5 апреля 2019)[20][21]
- Магеррам Гулиев (с 5 апреля 2019)[22][23]

## Достопримечательности
Из архитектурных памятников в районе расположены:
- Поселение Гочтепе (бронзовый век)
- Памятник XVIII века недалеко от деревни Хан Гарванд
- Гробница, построенная в начале XX века в селении Сафикурд
- Крепость (XIII век)
- Мечеть XIX века
- Гробница XVIII—XIX веков в деревне Рагимли
- Крепость Шатал, возведенная в XIX веке
- Гробница Мирзы Адигезаль-бека (XIX век)
- Средневековые гробницы в посёлке Казанбулак
- Замок XIX века в деревне Курекчай
- Крепость Гюлистан XII—XVII веков в селе Гюлистан